# Marshall, Illinois
Marshall är administrativ huvudort i Clark County i Illinois. Orten har fått sitt namn efter John Marshall som var chefsdomare i USA:s högsta domstol. Marshall hade 3 933 invånare enligt 2010 års folkräkning.